# 昌化路桥
昌化路橋是位於中华人民共和国上海市普陀區一座橫跨蘇州河的橋樑。昌化路橋北接中潭路，南至澳门路。桥跨度为49米，桥宽24米，快車道和慢車道各設置兩條。

## 歷史
昌化路橋原址为潭家渡。中華人民共和國成立初期，在渡口建造1座宽约4米，长约50米的7孔人行木桥，以路名称之為归化路桥。1957年，归化路改名昌化路，歸化路橋亦更名為昌化路橋。因木桥跨度小，相對於河面的高度過矮，多次发生航船撞桥事故，加之年久失修，决定拆除重建。由上海市市政工程设计研究所设计室设计，上海市市政工程公司施工，1974年3月建成。建成後昌化路橋為一座中承式肋拱桥，也是蘇州河上首座中承式肋拱桥。
後为配合两湾一宅（潭子湾、潘家湾和王家宅的简称）旧区改造，改善跨越苏州河的交通拥挤状况，昌化路橋再次重建，工程总投资约3500万元，由上海市住房和城乡建设管理委员会和普陀區政府共同投资，上海市政工程建设处建设，2000年建成。昌化路桥型依舊为中承式肋拱桥。